# George Blake
George Blake (nhũ danh Behar; 11 tháng 11 năm 1922 – 26 tháng 12 năm 2020) là một điệp viên của MI6 Liên hiệp Anh và làm điệp viên hai mang cho Liên Xô.
Ông quyết định làm việc cho Bộ An ninh Quốc gia Liên Xô (MGB) khi là một tù binh trong Chiến tranh Triều Tiên, và trở thành một người cộng sản. Năm 1961 ông bị Anh Quốc phát hiện và bị kết án 42 năm tù. Năm 1966 ông đã trốn khỏi nhà tù Wormwood Scrubs ở phía tây London và trốn tiếp sang Liên Xô. Ông được KGB của Liên Xô tiếp nhận với quân hàm đại tá, và dạy tại Học viện Tình báo Nước ngoài (tiếng Nga: Академия внешней разведки) ở Moskva, Nga.
Phía Anh Quốc và đồng minh coi ông là "phản bội", "đào ngũ", trong khi ông khẳng định "đổi phe, vì cảm thấy mình đã đứng về phía sai..." và "chưa bao giờ cảm thấy mình là người Anh". Liên Xô trước đây, và kế tục là Liên bang Nga, coi ông là người "mang tình yêu chân thành với đất nước chúng tôi" , và vinh danh ông là chiến sỹ tình báo xuất sắc với trên 7 huân huy chương cao quý các loại.

## Thời trẻ
George Behar sinh ra tại Rotterdam, Hà Lan vào năm 1922. Ông có mẹ người Hà Lan theo đạo Tin lành, và cha là người Do Thái Sephardi đã nhập tịch Anh Quốc. Ông được đặt tên là George theo tên George V của Vương quốc Anh .
Người cha Albert Behar từng phục vụ trong Quân đội Anh trong Chiến tranh thế giới thứ nhất, được nhận Huân chương Phục vụ Ưu tú. Ông tự hào khi kể lại điều đó cho vợ con mình, đồng thời che giấu xuất thân Do Thái. Năm 1936 ông qua đời, George mười ba tuổi được gửi đến sống với người bác gái giàu có ở Ai Cập , theo học tại trường Anh ngữ ở Cairo.
Khi ở Cairo, ông thân thiết với người anh họ Henri Curiel, người sau này trở thành lãnh đạo của Phong trào Dân chủ Giải phóng Quốc gia (Democratic Movement for National Liberation), một phong trào có định hướng cộng sản ở Ai Cập, lúc đó là thời kỳ Vương quốc (1922–1953). Sau này năm 1991 Blake nói rằng cuộc gặp gỡ với Curiel, người lớn hơn ông một thập kỷ và là người theo chủ nghĩa Marx, đã định hình quan điểm của ông trong cuộc sống về sau.

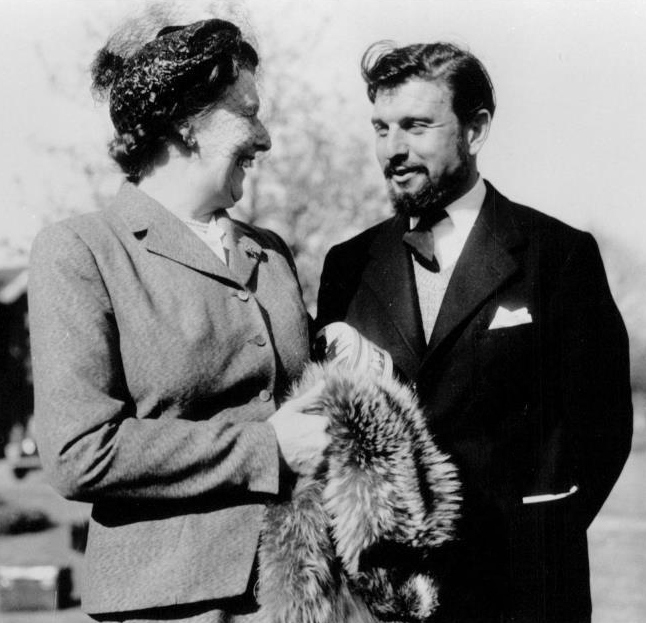
George cùng mẹ, năm 1953

Khi Chiến tranh thế giới thứ hai nổ ra, George Behar trở lại Hà Lan. Năm 1940, Đức xâm lược và nhanh chóng đánh bại quân đội Hà Lan. Ông bị bắt giữ nhưng rồi được thả vì mới 17 tuổi và tham gia kháng chiến Hà Lan với vai trò một người đưa tin . Năm 1942 ông trốn khỏi Hà Lan và qua Tây Ban Nha và Gibraltar, đến London vào tháng 1 năm 1943. Tại đây ông được đoàn tụ với mẹ và các chị gái, những người đã di tản khi bắt đầu chiến tranh. Năm 1943 mẹ ông quyết định đổi họ từ Behar thành Blake.

## Hoạt động gián điệp
Đến nước Anh Blake gia nhập Hải quân Hoàng gia với cấp thiếu úy, rồi năm 1944 được Cục Tình báo mật (MI6) tuyển dụng, làm việc tại Bộ phận Hà Lan đến hết Thế chiến 2. Ông định kết hôn với một thư ký ở MI6 là Iris Peake nhưng không thành, vì gia đình người này ngăn cản cuộc hôn nhân do nguồn gốc Do Thái của ông.
Năm 1946 ông được đưa đến Hamburg và chịu trách nhiệm thẩm vấn các thuyền trưởng U-boat của Đức. Năm 1947, Hải quân cử Blake đi học các ngôn ngữ, bao gồm cả tiếng Nga, tại Đại học Downing, Cambridge, nơi các bạn sinh viên của ông có cả nhà phân tích chính sách đối ngoại tương lai Michael MccGwire.
Ngày 6 tháng 11 năm 1948 ông được đưa tới quân đoàn Anh ở Seoul, Hàn Quốc, dưới quyền của Vyvyan Holt. Trong vỏ bọc một phó lãnh sự, Blake có nhiệm vụ thu thập thông tin tình báo về Cộng sản Bắc Triều Tiên, Trung Quốc Cộng sản và vùng Viễn Đông của Liên Xô.
Ngày 25 tháng 6 năm 1950 Chiến tranh Triều Tiên nổ ra, Quân đội Nhân dân Triều Tiên của miền Bắc chiếm Seoul. Khi lực lượng Anh tham gia Bộ Tư lệnh Liên Hợp Quốc bảo vệ miền Nam, Blake và các nhà ngoại giao Anh khác bị bắt làm tù binh. Lúc cục diện cuộc chiến xoay chuyển, Blake và những người khác bị đưa về phía bắc, đến Bình Nhưỡng và sau đó đến sông Áp Lục.

Chứng kiến những cuộc ném bom ở Bắc Triều Tiên, và sau khi đọc các tác phẩm của Karl Marx và tác gia khác trong ba năm bị giam giữ, ông đã trở thành một người cộng sản. Tại một cuộc họp bí mật được sắp xếp với lực lượng giam giữ, ông tình nguyện làm việc cho cơ quan gián điệp của Liên Xô (MGB, Bộ An ninh Quốc gia). Sau này trong một cuộc phỏng vấn, Blake từng được hỏi: "Có một sự cố nào khiến ông quyết định đổi phe một cách hiệu quả không?", Blake trả lời:
Đó là cuộc ném bom không ngừng vào các ngôi làng nhỏ của Triều Tiên bởi các Pháo đài bay khổng lồ của Mỹ. Toàn những phụ nữ và trẻ em và người già, vì những người đàn ông trẻ tuổi đã nhập ngũ. Chúng ta có thể đã từng là nạn nhân. Nó khiến tôi cảm thấy xấu hổ khi thuộc về những quốc gia có kỹ thuật vượt trội, áp đảo này đang chiến đấu chống lại những gì mà đối với tôi là những người không có khả năng tự vệ. Tôi cảm thấy mình đã đứng về phía sai... rằng sẽ tốt hơn cho nhân loại nếu hệ thống Cộng sản thắng thế, rằng nó sẽ chấm dứt chiến tranh.

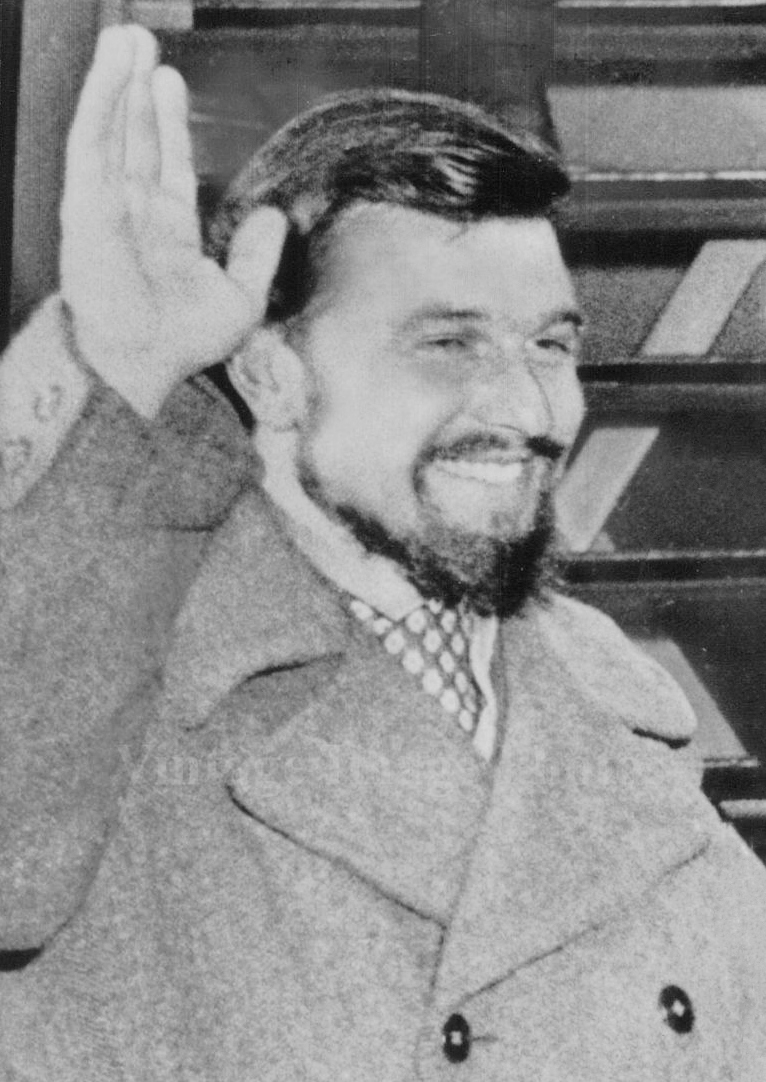
George Blake năm 1953

Được thả vào năm 1953, Blake trở lại Anh cùng đơn vị như những anh hùng, hạ cánh xuống phi trường RAF Abingdon. Tháng 10 năm 1954 ông kết hôn với một thư ký MI6 là Gillian Allan, tại Nhà thờ St Mark ở London.
Năm 1955 ông được MI6 cử đến làm nhân viên phản gián ở Berlin, nơi nhiệm vụ của ông là tuyển mộ các sĩ quan Liên Xô làm điệp viên hai mang. Ông đã thông báo cho các đầu mối KGB về chi tiết các hoạt động của Anh và Mỹ, gồm cả Chiến dịch Vàng (Operation Gold), trong đó có đường hầm đào vào Đông Berlin để nghe trộm các đường dây điện thoại của quân đội Liên Xô. Để bảo vệ Blake phía Liên Xô đã không chặn đường hầm này cho đến một năm sau đó.
Trong vòng 9 năm Blake được cho là đã cấp cho KGB thông tin chi tiết của khoảng 40 đặc vụ MI6, phá hủy hầu hết các hoạt động của MI6 ở Đông Âu, mặc dù chưa có bằng chứng chính thức khẳng định. Blake sau này đã nói: "Tôi không biết mình đã giao cái gì vì nó quá nhiều."
Năm 1959, Blake nhận diện một điệp viên chờ (mole: chuột chũi) của Cơ quan Tình báo Trung ương CIA bên trong Tổng cục Tình báo Bộ Tổng Tham mưu (GRU) Quân đội Liên Xô, và dường như đó là công cụ vạch mặt Pyotr Semyonovich Popov, người đã bị hành quyết năm 1960.

## Bị phát hiện
Năm 1961 Blake bị nghi ngờ, trong đó có tiết lộ của Michał Goleniewski, một người Ba Lan đào tẩu. Ông được triệu tập từ Liban, nơi đang theo học tại Trung tâm Nghiên cứu Ả Rập Trung Đông (MECAS, Middle East Centre for Arab Studies) về và bị bắt khi tới London. Ba ngày sau thẩm vấn  Blake phủ nhận ông đã bị tra tấn hoặc tống tiền bởi người Bắc Triều Tiên. Không cần suy nghĩ những gì mình đang nói, ông tuyên bố rằng ông đã tự nguyện đổi phe. Sau đó, ông đã cho những người thẩm vấn MI6 lời thú nhận đầy đủ.
Bản án tối đa cho một tội bất kỳ theo mục 1 của Đạo luật Bí mật Chính thức 1911 là 14 năm, nhưng các hoạt động của ông ta được chia thành 5 khoảng thời gian được coi là 5 tội và, vào tháng 5 năm 1961 sau một phiên tòa kín tại Old Bailey, ông đã bị kết án ở hạn tối đa là 14 năm liên tiếp trên mỗi ba tội danh làm gián điệp cho một kẻ thù tiềm năng và 14 năm đồng thời trên cả hai tội danh còn lại - tổng cộng 42 năm tù giam - bởi Chánh án Hubert Parker, Nam tước Parker của Waddington . Bản án này được các tờ báo đưa tin rằng nó thể hiện mỗi năm cho mỗi đặc vụ đã bị giết do sự phản bội của ông. Đây là bản án dài nhất (không kể án chung thân) từng được tòa án Anh tuyên.

## Vượt ngục

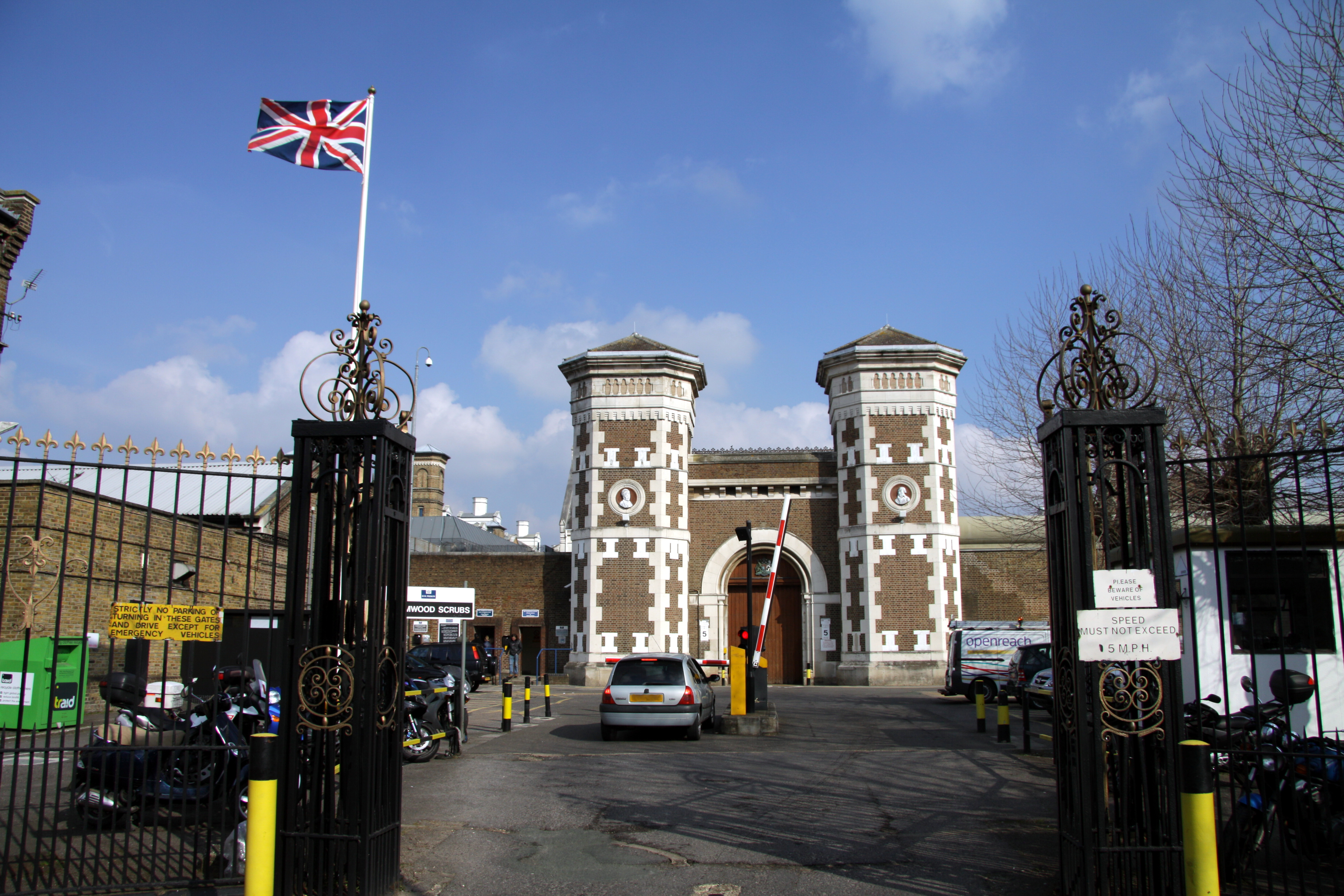
Nhà tù Wormwood Scrubs ở phía tây London, nơi Blake trốn thoát vào năm 1966

Năm năm sau khi bị giam cầm ở Her Majesty's Prison Wormwood Scrubs, Blake đã trốn thoát với sự giúp đỡ của ba người mà ông từng gặp trong tù: Sean Bourke , và hai nhà vận động chống hạt nhân là Michael Randle và Pat Pottle. Động cơ của họ giúp Blake bỏ trốn là họ tin rằng bản án 42 năm là "vô nhân đạo" và họ có cảm tình với Blake.
Sau khi ra tù, Bourke và Pottle đã tìm cách lén đưa một chiếc máy bộ đàm (walkie-talkie) vào nhà tù cho Blake . Vào thời điểm đó cả cảnh sát và quản lý nhà tù đều không có thiết bị hiện đại như vậy. Không bị để ý, Blake liên lạc với những người cứu hộ lên kế hoạch. Ngày chủ nhật 22 tháng 10 năm 1966, Blake phá vỡ một cửa sổ ở cuối hành lang nơi đặt phòng giam của anh ta. Sau đó, từ 6 đến 7 giờ tối, khi hầu hết các tù nhân và cai ngục khác đang xem chiếu phim hàng tuần, Blake trèo qua cửa sổ, trượt xuống mái hiên và đi đến bức tường bao quanh. Ở đó Bourke đã ném vào một chiếc thang dây qua bức tường 7 m, Blake trèo ra, và họ lái xe đến một ngôi nhà an toàn. Trong cuộc chạy trốn, Blake bị gãy cổ tay khi nhảy từ bức tường thành, nhưng ngoài việc đó ra thì tất cả đều diễn ra theo đúng kế hoạch.
Sau đó Blake đến nhà của bạn bè Randle và Pottle, rồi ở tại nhà Pottle. Tiếp đó Randle chở Blake giấu trong một chiếc xe tải chở hàng, ban đêm qua phà vượt eo biển Manche đến Bỉ , và tiếp đến cửa khẩu Helmstedt–Marienborn ở biên giới nội Đức . Sau khi một mình vượt biên an toàn mà không xảy ra sự cố, Blake may mắn gặp được nhân mối KGB cũ tình cờ tới vùng đó, và hoàn thành cuộc đào thoát sang Liên Xô.
Pottle và Randel không bị truy tố, cho đến năm 1991. Luật sư của họ biện minh về mặt đạo đức trợ giúp Blake vì bản án 42 năm quá dài và "vô nhân đạo". Cả hai đều không bị kết tội sau một phiên tòa xét xử của bồi thẩm đoàn.
Bourke, đã về Ireland, không bị truy tố về vai trò của mình vì Cộng hòa Ireland từ chối dẫn độ ông đến Anh Quốc để đối mặt với những cáo buộc có bản chất chính trị.

## Cuộc sống ở Moskva
Đến Liên Xô, theo sắc lệnh đặc biệt của Đoàn Chủ tịch Xô viết Tối cao Liên Xô, Blake được trao quyền công dân Liên Xô, được phong quân hàm đại tá tình báo nước ngoài. Ban đầu, ông làm cố vấn cho Ủy ban An ninh Quốc gia (KGB). Ông đặt tên Nga là Георгий Иванович Бехтер (Georgy Ivanovich Bechter).
Tháng 11 năm 1966 vợ ông là bà Gillian, người mà ông có ba con, làm thủ tục ly hôn. Tháng 3 năm 1967, chánh án Alan Stewart Orr phán quyết decree nisi vắng mặt Blake, trao quyền giám hộ ba con trai của họ, Anthony, James và Patrick, cho Gillian. Điều này khiến Blake rất đau buồn, mặc dù ông biết rằng Gillian sẽ phải vật lộn để ổn định cuộc sống nếu ông dẫn bà qua Liên Xô.
Năm 1990 Blake xuất bản cuốn tự truyện "Không có lựa chọn nào khác" ("No Other Choice"). Nhà xuất bản của cuốn sách ở Anh đã trả cho ông khoảng 60.000 bảng Anh, trước khi chính phủ can thiệp để ngăn ông thu lợi từ việc bán sách. Sau đó ông đã đệ đơn khiếu nại cáo buộc chính phủ Anh vi phạm nhân quyền vì đã mất 9 năm để quyết định về trường hợp của ông, và được Tòa án Nhân quyền Châu Âu trao 5.000 bảng tiền bồi thường.
Năm 1991 Blake làm chứng bằng video khi Randle và Pottle bị đưa ra xét xử vì tội giúp anh ta trốn thoát, và hai người được trắng án. Còn trong một cuộc phỏng vấn với NBC News năm 1991, Blake nói rằng ông rất hối hận về cái chết của những đặc vụ mà ông đã phản bội.
Blake sau đó kết hôn một lần nữa ở Liên Xô và có thêm con. Ông cũng đã hòa giải với những người con khác của mình .
Năm 2006 Blake chỉnh lý tự truyện và xuất bản với nhan đề "Những bức tường trong suốt". Trang báo online "Взгляд.ру" đưa tin rằng Sergei Nikolayevich Lebedev, Giám đốc Cơ quan Tình báo Đối ngoại (SVR) Liên bang Nga, đã viết trong lời tựa của cuốn sách rằng mặc dù cuốn sách dành cho quá khứ, nhưng nó cũng nói về hiện tại. Ông cũng viết rằng Blake, 85 tuổi, đại tá tình báo ngoài nước, "vẫn đóng vai trò tích cực trong các công việc của cơ quan mật vụ".
Cuối năm 2007 Blake được Vladimir Putin trao tặng Huân chương Hữu nghị vào sinh nhật lần thứ 85 của ông.
Năm 2012, ông kỷ niệm sinh nhật lần thứ 90 của mình, sống ở Moskva bằng lương hưu KGB. Tuy sức khỏe giảm, ông vẫn là một người theo chủ nghĩa Marx-Lenin. Blake phủ nhận mình là kẻ phản bội, khẳng định rằng ông chưa bao giờ cảm thấy mình là người Anh: "Để phản bội, trước tiên bạn phải thuộc về. Tôi chưa bao giờ thuộc về (Anh)". Về sau, trong một tuyên bố tháng 11 năm 2017, ông tuyên bố rằng các điệp viên Nga có "sứ mệnh khó khăn và quan trọng" giải cứu thế giới "trong tình huống khi nguy cơ chiến tranh hạt nhân và hậu quả là nhân loại tự hủy diệt một lần nữa lại được đưa vào chương trình nghị sự của các chính trị gia vô trách nhiệm. Đó là trận chiến thực sự giữa thiện và ác."

## Từ trần
Blake qua đời vào ngày 26 tháng 12 năm 2020 ở tuổi 98, tại Moskva.
Tổng thống Nga Vladimir Putin, bản thân là một cựu điệp viên KGB, đã bày tỏ "lời chia buồn sâu sắc" tới gia đình và bạn bè của Blake. Trong một thông điệp đăng trên trang web của Điện Kremlin, nhà lãnh đạo Nga ghi nhận “Đại tá Blake là một chuyên gia xuất sắc với lòng dũng cảm đặc biệt. Trải qua nhiều năm làm việc vất vả, gian khổ, ông đã có những đóng góp thực sự vô giá vào việc bảo đảm sự cân bằng chiến lược và duy trì hòa bình trên hành tinh. Ký ức về người đàn ông huyền thoại này sẽ mãi mãi ở trong trái tim chúng tôi”
Ngày 30 tháng 12 năm 2020, ông được an táng theo nghi lễ quân đội tại nghĩa trang Troekurovsky ở Moskva.

## Trong truyền thông
Là một trong những điệp viên hai mang nổi tiếng nhất thời kỳ Chiến tranh Lạnh, George Blake trở thành chủ đề của nhiều tác phẩm truyền thông.
Năm 1969 kênh Truyền hình Liên bang Đức ZDF phát sóng bộ phim tài liệu "Doppelagent George Blake" (Điệp viên hai mang George Blake) với Gerd Vespermann trong vai chính George Blake.
Năm 1990 bộ phim tài liệu "Lời thú tội" (The Confession, Исповедь), một hợp tác sản xuất của Novosti và Đài BBC, do đạo diễn Ksenia Shergova và nhà sản xuất Thomas Michael Bower của BBC thực hiện. Phim đã giành giải FIPA D'OR 1990 tại Cannes.
Năm 1995 vở kịch Cell Mates của Simon Grey nói về Blake và Sean Bourke. Sản phẩm ban đầu có sự tham gia của Stephen Fry trong vai Blake và Rik Mayall trong vai Bourke. Quá trình sản xuất rơi vào tình trạng hỗn loạn khi Fry ra đi sau một đánh giá tồi tệ.
Bộ phim của Nga "Lựa chọn của đặc vụ Blake" (Выбор агента Блейка) là tập dành riêng cho George Blake trong loạt phim tài liệu viễn tưởng về các sĩ quan tình báo Liên Xô "Duels", do Leonid Belozorovich đạo diễn, Marcus Kunze trong vai G. Blake. Buổi ra mắt diễn ra ngày 18-19 tháng 4 năm 2011 trên "Первом канале" (Channel One của Nga).
Ngày 11/11/2012, kênh Звезда (Zvezda TV) đã chiếu bộ phim tài liệu của Alexei Rafaenko là "Điệp viên KGB phục vụ Bệ hạ" (Агент КГБ на службе Её Величества).
Năm 2015, BBC Storyville thực hiện một bộ phim tài liệu về Blake ở tuổi 92, trong đó có các cuộc phỏng vấn với chính Blake. Bộ phim mang tên "Storyville: Masterspy of Moscow - George Blake".